# National Highway 30
National Highway 30 (NH 30) ist eine Hauptfernstraße im Bundesstaat Bihar im Nordosten des Staates Indien mit einer Länge von 230 Kilometern. Sie beginnt am NH 2 in Mohania, überquert nach etwa der Hälfte ihres Verlaufs den Fluss Son und führt anschließend, nun parallel zum Ganges verlaufend, über die Hauptstadt des Bundesstaats Patna nach Bakhtiarpur an den NH 31.